# Risposta flessibile
La risposta flessibile era una strategia politico-militare adottata negli anni sessanta dal presidente statunitense John Kennedy.
Con questa soluzione strategica, il presidente Kennedy prevedeva di costituire un apparato militare più articolato e moderno, in grado di rispondere con mezzi adeguati e proporzionali a ogni eventuale minaccia alla sicurezza nazionale degli Stati Uniti o del suo sistema di alleanze mondiali. La strategia, elaborata con il concorso, soprattutto, del segretario della difesa Robert McNamara e del generale Maxwell Taylor, soppiantava la precedente teoria della rappresaglia massiccia, adottata dal presidente Dwight Eisenhower e dal segretario di Stato John Foster Dulles, che invece prevedeva l'immediato ricorso alle armi nucleari in caso di crisi globale che mettesse in pericolo la sicurezza della nazione.
La nuova dottrina strategica prevedeva di impiegare, a seconda del grado della minaccia, sia armi convenzionali che armamenti strategico-nucleari, e di commisurare la potenza della risposta e il tipo di forze impegnate all'attacco subito. La risposta sarebbe stata quindi "flessibile" nell'intensità, nella modalità operativa e anche nella sua evoluzione temporale; in caso di minaccia crescente nemica, la risposta americana sarebbe stata sempre più potente ed efficace secondo l'altra teoria dell'escalation.
Questa nuova idea ha una serie di implicazioni, un costo molto più elevato ma allo stesso tempo incoraggia ad entrare nelle crisi internazionali avendo gli eventuali mezzi per rispondere efficacemente. Il disastroso coinvolgimento degli Stati Uniti nella guerra del Vietnam in pratica si fondò, dal punto di vista delle teoria politico-militari, proprio sulle strategie della "Risposta flessibile" e dell'"escalation".
Secondo Kennedy, la rappresaglia massiccia del presidente Eisenhower non avrebbe più avuto senso, dato che ormai gli Stati Uniti erano stati raggiunti dall'Unione Sovietica nel campo degli armamenti o addirittura superati con il lancio dello Sputnik a dimostrazione della possibilità di lanciare missili intercontinentali.
La strategia della "risposta flessibile" venne anche applicata al teatro europeo dove si prevedeva di impegnare inizialmente solo con armi convenzionali un eventuale attacco aereo-terrestre generale del Patto di Varsavia; in caso di impossibilità di respingere l'avversario i piani prevedevano, peraltro, di impiegare mezzi sempre più potenti, incluse armi nucleari tattiche e strategiche.